# Schnitzer Bräu
Pour les articles homonymes, voir Schnitzer.
 (mai 2021).
Si vous disposez d'ouvrages ou d'articles de référence ou si vous connaissez des sites web de qualité traitant du thème abordé ici, merci de compléter l'article en donnant les références utiles à sa vérifiabilité et en les liant à la section « Notes et références ».
Schnitzer Bräu est une brasserie offenbourgeoise.
Elle dispose cependant d'une solide réputation basée sur la qualité bio.
Cette entreprise a une compétence particulière de fabriquer des bières au citron sans gluten en vente partout en France dans les magasins bio NaturéO.